# Вуштррія (футбольний клуб)
Клубі Футболлістік «Вуштррія» або просто «Вуштррія» (алб. Klubi Futbollistik Vushtrria; Vushtrria) — професіональний косовський футбольний клуб з міста Вуштррія.

## Досягнення
- Райфайзен Суперліга Косово
  -  Чемпіон (1): 2013/14

- Ліга е Перл
  -  Срібний призер (2): 2005/06, 2011/12